# Adam Czerniaków
Adam Abram Czerniaków (født 30. november 1880, død 23. juli 1942) var en polsk-jødisk ingeniør og senator i Sejm. Han var født i Warszawa, Polen og begik selvmord i Warszawaghettoen den 23. juli 1942. 
Han uddannede sig til ingeniør. Fra 1927 til 1934 tjenestegjorde han som medlem af Warszawas byråd, og i 1931 blev han valgt til det polske senat. Den 4. oktober 1939, få dage efter byens overgivelse til nazisterne, blev han gjort til leder af det 24 medlemmer-store Judenrat og blev gjort ansvarlig for at implementere nazistiske ordre i det jødiske samfund.